# Robert John Fleming (Politiker)

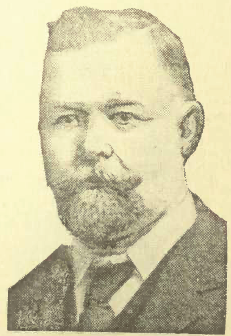
Robert John Fleming

Robert John Fleming (* 23. November 1854 in Toronto, Ontario; † 26. Oktober 1925) war ein kanadischer Geschäftsmann, Politiker und der 27. Bürgermeister von Toronto.
Robert John Fleming war der Sohn irischer Einwanderer. Er besuchte eine öffentliche Schule in Toronto und begann seine Karriere zunächst im Immobiliensektor. Später wechselte er zur Eisenbahngesellschaft Toronto Railway Company und wurde 1905 ihr Vorsitzender. Im Laufe seiner Karriere wurde er Vorstandsvorsitzender der Toronto & Niagara Power Company, Toronto Electric light Company und der Electrical Development Company.
Flemings politische Karriere begann als Stadtrat, dessen Mitglied er von 1886 bis 1890 war. Von Januar 1892 bis Januar 1894 war er Bürgermeister von Toronto. Eine zweite Amtszeit bekleidete er von Januar 1896 bis zum 5. August 1887. 1923 stellte er sich ein Drittes Mal zur Wahl, unterlag aber gegen Charles Maguire. 1894 war er Vorsitzender der National Exhibition Conventio in Montreal. Ein Jahr später wurde er Präsident der Dominion Prohibitory Alliance. 1921 war er Mitglied der Toronto Harbor Commission.
Robert John Fleming war zweimal verheiratet und hatte vier Söhne und fünf Töchter.